# Šandrovac
Šandrovac – wieś w Chorwacji, w żupanii bielowarsko-bilogorskiej, w gminie Šandrovac. W 2011 roku liczyła 710 mieszkańców.